# Dow Jones and Company
Dow Jones and Company (ou Dow Jones & Company) est une entreprise d'édition et d'information financière, qui est une filiale de News Corporation et publie des titres de presse célèbre, comme le Wall Street Journal et le magazine Barron's.

## Histoire
Dow Jones & Company est fondée en 1882 par trois reporters : Charles Dow, Edward Jones, and Charles Bergstresser, les deux premiers étant également à l'origine du célèbre indice boursier du Dow Jones Industrial Average. Comme le Washington Post et le New York Times, l'entreprise est restée privée jusqu’à très récemment. Elle appartenait à la famille Bancroft (en), qui détenait 64 % de ses parts de vote, avant d’être achetée par News Corporation.
En 1985, après vingt années de succès du concurrent Reuters dans l'information financière en direct, Dow Jones and Company, qui est associé à l'Associated Press, prend 32 % de Telerate, pour 285 millions de dollars, puis réinvestit 415 millions de dollars pour monter à 56 % en septembre 1987, juste avant le krach boursier d'octobre 1987, puis encore 148 millions de dollars l'année suivante pour monter à 67 %. 
Les besoins des courtiers ou des gérants de portefeuille utilisant les produits « Reuters » ou « Dow Jones Telerate » sont cependant négligés par leurs fournisseurs. En plus de ces outils informatiques complexes, ils manquent de logiciels et de contenus, un créneau sur lequel l'agence d'informations financières Bloomberg LP va capitaliser une forte croissance dans les années 1990. Telerate est alors peu à peu marginalisée et ses services sont intégrés à ceux de Dow Jones, au sein de la filiale Dow Jones Newswires. 
Dow Jones and Company est devenue une filiale de News Corporation après une offre publique de rachat en 2007. Le 1er août 2007, l’annonce officielle du rachat a été faite, après une période d’incertitude sur l’accord des actionnaires pour revendre leurs parts. Le rachat a été effectué le 13 décembre 2007, pour un montant de 5 milliards de dollars soit 60 dollars l’action, et a donné le contrôle du Wall Street Journal à News Corp, après plus 105 ans sous la direction de la famille Bancroft.

## Structure
Dow Jones & Company fournit des services mondiaux d’actualités et d’informations économiques et développe des technologies pour délivrer du contenu via de multiples plateformes au grand public et aux entreprises. Dow Jones produit des journaux, des fils d’agence, des sites web, des applications, des lettres d’information, des magazines, des bases de données propriétaires, des conférences, des programmes de radio et de vidéo. Ses principales marques incluent The Wall Street Journal, Dow Jones Newswires, Factiva, Barron’s, MarketWatch, SmartMoney et All Things D. Ses services d’information combinent technologie, nouvelles et données pour la prise de décision en entreprise. La société a été pionnière avec le succès du premier site payant d’actualités en ligne et ses innovations sur le marché pour servir les clients où qu’ils se trouvent, via le web, des appareils mobiles et des tablettes. Le Dow Jones Local Media Group édite des journaux communautaires, des sites web et autres produits dans six états américains. Dow Jones & Company (www.dowjones.com) est une société News Corporation (NASDAQ : NWS, NWSA ; ASX : NWS, NWSLV ; www.newscorp.com).

## Local Media Group
Dow Jones possède Ottaway Newspapers, Inc. qui publie plusieurs journaux régionaux aux États-Unis.

## Indices
Dow Jones calcule des milliers d’indices de marché. Les plus connus sont :
- Dow Jones Industrial Average (connu come DJIA, « Dow 30 », ou « The Dow »)
- Dow Jones Transportation Average
- Dow Jones Utility Average
- Dow Jones Composite Average
- The Global Dow
- Dow Jones Global Titans 50 Index
- Dow Jones Wilshire 5000 Total Market Index
- Dow Jones Sustainability Indexes
- Dow Jones-AIG Commodity Indexes
- Dow Jones Target Date Indexes